# Línea 120 (EMT Madrid)
La línea 120 de la EMT de Madrid une la Plaza de Lima con Hortaleza.

## Características
Esta línea atraviesa vías principales del distrito de Chamartín partiendo de la Plaza de Lima y comunica las mismas con Canillas y Hortaleza además de tocar parcialmente el Parque del Conde de Orgaz. A diferencia de otras líneas con cabecera en Hortaleza, esta no entra en el casco antiguo, atiende las vías principales del barrio Pinar del Rey.

### Frecuencias
| Lunes a viernes laborables       |               |
| De 6:00 a 7:00 De 20:00 a 23:00  | 12-24 minutos |
| De 7:00 a 10:00                  | 9-17 minutos  |
| De 10:00 a 20:00                 | 10-13 minutos |
| Sábados laborables               |               |
| De 6:00 a 11:00 De 20:00 a 23:00 | 15-30 minutos |
| De 11:00 a 20:00                 | 15-19 minutos |
| Domingos y festivos              |               |
| De 7:00 a 11:00 De 20:00 a 23:00 | 17-25 minutos |
| De 11:00 a 20:00                 | 18 minutos    |

### Material asignado
MAN Lion's City GNC (lunes a viernes laborables)
Scania N280UB GNC Castrosua New City (fines de semana y festivos)

## Recorrido y paradas

### Sentido Hortaleza
La línea inicia su recorrido en la Plaza de Lima, junto al acceso a la estación de Santiago Bernabéu de la red de Metro de Madrid, conectando con varias líneas de autobús. Desde aquí toma la Avenida de Concha Espina, que recorre entera, siguiendo al final de frente por la Avenida de Ramón y Cajal, que también recorre entera pasando sobre la M-30.
Al final de la Avenida de Ramón y Cajal, la línea sigue de frente por la calle de José Silva, que recorre entera también, siguiendo de frente al final de la misma por la calle Ulises, que recorre hasta pasar la intersección con la calle Asura, donde gira a la derecha para tomar la calle Moscatelar. A continuación, circula por esta calle hasta la Plaza del Liceo, donde toma la calle Silvano en dirección noreste. Circula entonces la línea por esta calle hasta la Plaza de Andrés Jáuregui, donde gira a la izquierda para circular por la calle de Las Pedroñeras.
La línea circula entonces por la calle de Las Pedroñeras, hasta la intersección con la calle Mota del Cuervo, girando a la izquierda para circular por ésta hasta llegar al final de la misma, girando a la derecha para bajar por la calle de los Emigrantes hasta la Glorieta del Mar de Cristal.
La línea toma en la glorieta la salida de la calle Ayacucho que recorre hasta la Glorieta de Sandro Pertini, donde sale por la calle Valdetorres de Jarama, que recorre entera hasta llegar a la Plaza de Los Santos de la Humosa, donde tiene su cabecera.
| Código | Parada                                  | Común con  | Conexiones con Metro | Otros |
| ------ | --------------------------------------- | ---------- | -------------------- | ----- |
| 45     | PLAZA LIMA                              | 43         | Santiago Bernabéu    |       |
| 453    | Sagrados Corazones                      | 43         |                      |       |
| 455    | Hospital San Rafael                     | 43         |                      |       |
| 412    | Parque de Berlín                        | 43 52      | Concha Espina        |       |
| 457    | Ramón y Cajal-Víctor de la Serna        | 43         |                      |       |
| 459    | Ramón y Cajal-Gabriel y Galán           | 43         |                      |       |
| 410    | Alfonso XIII-Ramón y Cajal              | 43         |                      |       |
| 461    | Padre Claret-Ramón y Cajal              |            |                      |       |
| 408    | Avenida de la Paz                       | 9 72 73    | Avenida de la Paz    |       |
| 463    | José Silva-Agastia                      |            |                      |       |
| 383    | Ulises-Arturo Soria                     | 122        | Arturo Soria         |       |
| 385    | Ulises-Asura                            | 122        |                      |       |
| 387    | Moscatelar-Parma                        | 122        |                      |       |
| 389    | Moscatelar-Milán                        | 122        |                      |       |
| 391    | Plaza del Liceo                         | 122        | Esperanza            |       |
| 393    | Silvano-Esperanza                       | 122        |                      |       |
| 395    | Silvano-Alcorisa                        | 122        |                      |       |
| 397    | Silvano-El Algabeño                     | 122        |                      |       |
| 4080   | Machupichu-Silvano                      |            |                      |       |
| 465    | Silvano-José Domingo Rus                |            |                      |       |
| 467    | Pedroñeras-Silvano                      |            |                      |       |
| 469    | Pedroñeras-El Provencio                 | 73         |                      |       |
| 471    | Mota del Cuervo                         | 73         |                      |       |
| 473    | Motilla del Palancar                    | 73         | Canillas             |       |
| 475    | Emigrantes-Carretera de Canillas        | 112 153    |                      |       |
| 477    | Emigrantes-Tribaldos                    | 112 153    |                      |       |
| 4599   | Mar de Cristal                          | 87 172     | Mar de Cristal       |       |
| 479    | Ayacucho                                | 125        |                      |       |
| 480    | Sandro Pertini                          | 87 125 172 |                      |       |
| 481    | Valdetorres de Jarama-Sandro Pertini    | 125 172    |                      |       |
| 483    | Valdetorres de Jarama-Ángel Luis Herrán | 125 172    |                      |       |
| 485    | Valdetorres de Jarama-Rogelio Muñoz     | 125 172    |                      |       |
| 487    | Santos de la Humosa                     | 125 172    |                      |       |
| 488    | HORTALEZA (Plaza Santos de la Humosa)   |            |                      |       |

### Sentido Plaza de Lima
El recorrido es igual al de la ida en sentido contrario hasta su cabecera.
| Código | Parada                                  | Común con  | Conexiones con Metro | Otros |
| ------ | --------------------------------------- | ---------- | -------------------- | ----- |
| 488    | HORTALEZA (Plaza Santos de la Humosa)   |            |                      |       |
| 2892   | Santos de la Humosa                     | 125 172    |                      |       |
| 486    | Valdetorres de Jarama-Rogelio Muñoz     | 125 172    |                      |       |
| 484    | Valdetorres de Jarama-Ángel Luis Herrán | 125 172    |                      |       |
| 482    | Valdetorres de Jarama-Sandro Pertini    | 125 172    |                      |       |
| 489    | Arequipa                                | 87 125 172 |                      |       |
| 490    | Arequipa-Mar de Cristal                 |            | Mar de Cristal       |       |
| 478    | Emigrantes-Tribaldos                    | 112 153    |                      |       |
| 476    | Emigrantes-Carretera de Canillas        | 112 153    |                      |       |
| 474    | Motilla del Palancar                    | 73         | Canillas             |       |
| 472    | Mota del Cuervo                         | 73         |                      |       |
| 470    | Pedroñeras-El Provencio                 | 73         |                      |       |
| 468    | Canillas (Plaza Andrés Jáuregui)        |            |                      |       |
| 466    | Silvano-José Domingo Rus                |            |                      |       |
| 4081   | Machupichu-Silvano                      |            |                      |       |
| 398    | Silvano-El Algabeño                     | 122        |                      |       |
| 396    | Silvano-Alcorisa                        | 122        |                      |       |
| 394    | Silvano-Esperanza                       | 122        |                      |       |
| 392    | Plaza del Liceo                         | 122        | Esperanza            |       |
| 390    | Moscatelar-Milán                        | 122        |                      |       |
| 388    | Moscatelar-Parma                        | 122        |                      |       |
| 386    | Ulises-Asura                            | 122        |                      |       |
| 384    | Ulises-Arturo Soria                     | 122        | Arturo Soria         |       |
| 464    | José Silva-Agastia                      |            |                      |       |
| 409    | Avenida de la Paz                       | 9 72 73    | Avenida de la Paz    |       |
| 462    | Padre Claret-Ramón y Cajal              | 9 72 73    |                      |       |
| 411    | Alfonso XIII-Ramón y Cajal              | 43         |                      |       |
| 460    | Ramón y Cajal-Gabriel y Galán           | 43         |                      |       |
| 458    | Ramón y Cajal-Víctor de la Serna        | 43         |                      |       |
| 413    | Parque de Berlín                        | 43 52      | Concha Espina        |       |
| 456    | Hospital San Rafael                     | 7 43       |                      |       |
| 454    | Sagrados Corazones                      | 43         |                      |       |
| 4179   | Lima-Santiago Bernabéu                  | 14 43 150  | Santiago Bernabéu    |       |
| 45     | PLAZA LIMA                              | 43         | Santiago Bernabéu    |       |

## Galería de imágenes

Mapa zonal de la estación de metro de Santiago Bernabéu con los recorridos de las líneas de autobuses, entre las que aparece el 120.
Mapa zonal de la estación de metro de Mar de Cristal con los recorridos de las líneas de autobuses, entre las que aparece el 120.